# Noriega : L'Élu de Dieu
Pour plus de détails, voir Fiche technique et Distribution.
Noriega : L'Élu de Dieu (Noriega: God's Favorite) est un téléfilm américain réalisé par Roger Spottiswoode diffusé en 2000.

## Fiche technique
- Titre original : Noriega: God's Favorite
- Titre français : Noriega : L'Élu de Dieu
- Réalisation : Roger Spottiswoode
- Scénario : Lawrence Wright
- Photographie : Pierre Mignot
- Pays d'origine :  États-Unis
- Langue originale : anglais
- Durée : 120 min
- Date de sortie :
  -  France : 13 août 2001 sur Cinéstar 1[1]

## Distribution
- Bob Hoskins : Manuel Noriega
- Jeffrey DeMunn : Nuncio
- Rosa Blasi : Vicky Amador
- Luis Avalos : Présidebt Nicky Barletta
- Denise Blasor : Felicidad Noriega
- Nestor Carbonell : Giroldi
- Tony Plana : Colonel Diaz-Herrera
- Sabi Dorr : Irwin
- John Verea : Jorge
- Richard Masur : Mark
- BarBara Luna : Mama